# Kai Buchmann (Basketballtrainer)
Kai Buchmann (* 31. Oktober 1980 in Berlin) ist ein deutscher Basketballtrainer.

## Laufbahn
Buchmann kam über die Sportarten Schwimmen und Eishockey als Jugendlicher zum Basketball: „So mit 13, 14 begonnen, aber nicht lange aktiv. Während meines freiwilligen sozialen Jahres habe ich Erfahrungen als Trainer im Verein gesammelt und fand schnell Gefallen daran“, sagte er im August 2015 dem Hohenloher Tagblatt.
Buchmann war Trainer beim Verein AdW Berlin, zur Saison 2004/05 wurde er Assistenztrainer beim RSV Eintracht 1949 Teltow-Kleinmachnow-Stahnsdorf und war daran beteiligt, dass die Mannschaft 2007 von der ersten Regionalliga in die 2. Bundesliga ProB aufstieg. Zudem hatte er bei dem Verein das Amt des Jugendkoordinators und hauptamtlichen Jugendtrainers inne. Darüber hinaus fungierte er als Landestrainer beim Brandenburgischen Basketball Verband. Ende Oktober 2012 wurde er Cheftrainer der RSV-Herrenmannschaft in der 2. Bundesliga ProB und blieb bis zum Ende der Saison 2012/13 im Amt, die mit dem ProB-Klassenverbleib endete.
Im Sommer 2013 trat Buchmann beim BV Chemnitz 99 die Stelle des Co-Trainers an. Im Oktober 2014 wurde er nach der Entlassung von Felix Schreier zum Cheftrainer der Chemnitzer ProA-Mannschaft befördert. Im März 2015 wurde er seines Amtes enthoben, nachdem die Mannschaft auf einen Abstiegsplatz abgerutscht war.
Zur Saison 2015/16 wechselte Buchmann zu den Crailsheim Merlins, wurde dort Co-Trainer der Bundesligamannschaft, Jugendtrainer sowie Cheftrainer der zweiten Herrenmannschaft, mit der er am Ende der Saison 2015/16 von der ersten in die zweite Regionalliga abstieg, in der Saison 2016/17 aber direkt zum Wiederaufstieg führte. Anfang Dezember 2018 gaben die Crailsheim Merlins die Trennung von Buchmann bekannt. Zu Anfang des Jahres 2019 wurde er als Trainer beim Landesligisten SV Babelsberg 03 tätig, in der Sommerpause 2019 kehrte er als Trainer zum RSV Eintracht zurück, der kurz zuvor den Wiederaufstieg in die 2. Bundesliga ProB geschafft hatte. Gleichzeitig trainierte er weiterhin in Potsdam. Anfang November 2019 wurde er vom RSV beurlaubt, im Januar 2020 endete trotz Tabellenführung in der Oberliga auch seine Tätigkeit in Potsdam, da es zwischen Buchmann und dem Verein laut der Mannschaftsleitung „unterschiedliche Philosophien zur Erreichung der gesetzten Ziele“ gab.
Im Sommer 2020 gründete Buchmann den Verein Kings&Queens Basketball Potsdam, übernahm die sportliche Leitung sowie das Amt des Vorsitzenden. Neben seiner Vereinsarbeit wurde er abermals Landestrainer beim Brandenburgischen Basketball Verband.